# 베이징 BJ40
베이징 BJ40(영어: Beijing BJ40)은 북기은상에서 생산하는 중국의 오프로드 차량이다. 원래 BAIC 제품으로 직접 브랜드화되었던 이 차량 시리즈는 2019년 브랜드가 도입된 후 베이징 브랜드로 리뱃지되었다. 외관 스타일은 지프 랭글러와 유사하다.

## 1세대 (2014년~현재)
1세대 BJ40은 BJ40 S (슈퍼), BJ40 P (프로페셔널), BJ40 C (시티), BJ40 SE (스페셜 에디션)의 4가지 트림 레벨로 나뉜다. 이들은 서로 다른 목표 소비자 그룹을 위해 지정되었다.

### BAIC BJ40
BAIC B40/BJ40은 원래 2010년 베이징 모터쇼에서 컨셉트카로 공개되었으며, 상징적인 지프 랭글러와 닮았다는 이유로 논란이 되었다.
BJ40의 양산형은 2013년 광저우 모터쇼에서 공개되었다. BJ라는 명명 시스템은 베이징-지프를 의미하는데, 이는 1980년대에 베이징 자동차 공학 회사(현재 BAIC의 전신)가 미국 브랜드 지프와 계약을 맺어 베이징 지프 회사(곧 다른 회사를 인수하여 BAIC가 됨)를 설립했기 때문이다. 이 계약을 통해 BAIC BJ40(베이징-지프)은 지프 랭글러를 기반으로 판매될 예정이다.
BJ40에는 143HP와 217Nm의 토크를 생산하는 2.4리터 4기통 가솔린 엔진이 5단 수동 변속기와 결합되어 있으며, 최저 지상고 210mm, 진입각 37°, 이탈각 33°, 수직각 24°를 제공한다.
- 베이징 BJ40 전면
- 베이징 BJ40 후면

### 베이징 BJ40L
BJ40의 4도어 롱 축간거리 버전이며, BJ40의 페이스리프트도 선보인 2016년 베이징 모터쇼에서 공개되었다. BJ40L의 가격은 129,800위안에서 179,800위안이다.
- 베이징 BJ40L 전면
- 베이징 BJ40L 후면

#### 2019년 페이스리프트
BJ40 2019년 모델에 페이스리프트가 출시되었다. 페이스리프트는 "L" 명칭을 없애고 4도어 모델을 BJ40 Plus로 변경했다. 2019년 모델은 또한 개선된 전면부 디자인과 업데이트된 테일 램프 및 후면 범퍼를 특징으로 한다. 업데이트에는 개선된 전후면 스타일링과 160kW 및 320Nm를 생산하는 2.0리터 터보 엔진도 포함된다. 인도네시아로 향하는 BJ40 Plus와 같은 해외 시장용 BJ40 Plus는 HYCET에서 생산한 165kW 및 380Nm를 생산하는 다른 2.0리터 터보를 가지고 있다.
2019년 상하이 모터쇼를 통해 베이징 BJ40 플러스 시티 헌터 에디션이라는 버전도 공개되었다. BJ40 시티 헌터 에디션은 "시티"를 의미하는 BJ40 "C" 시리즈 트림 레벨의 일부이다. 기술적인 측면에서 인포테인먼트 시스템은 업그레이드된 2.0 지능형 음성 상호 작용 시스템, 12.3인치 풀 LCD 계기판, 10인치 스마트 카 디스플레이 및 자동 눈부심 방지 후면 거울이 장착된 스트리밍 미디어를 갖추고 있다. 이 버전에는 또한 서라운드 사운드, 음성 제어, 전동 시트 및 3단 난방 시트를 포함한 실내 기능이 있어 "C" 트림의 도시 사용자 요구를 충족시킨다.
베이징 BJ40 시티 헌터 에디션은 최대 출력 160kW, 최대 토크 320Nm의 2.0리터 터보차지 직분사 가솔린 엔진을 장착했으며, ZF가 공급하는 6단 자동 변속기와 결합된다. 베이징 BJ40 시티 헌터 에디션은 전자 제어식 시분할 4륜 구동 시스템을 갖추고 있으며, 다양한 지형에 맞는 다양한 주행 모드를 제공한다. 2020년, Sazgar는 BAIC와 파키스탄에서 BJ40을 완전 해체 상태로 생산하기로 계약을 맺었고, 2021년 5월 29일부터 SUV 생산이 시작되었다.
- 베이징 BJ40 플러스 전면
- 베이징 BJ40 플러스 후면
- 베이징 BJ40 2019년형 페이스리프트 (2도어)

#### 2020년 페이스리프트
2020년 모델 연식에 맞춰 베이징 오프로드는 BJ40 트리뷰트 2020 버전을 출시했으며, 두 가지 구성 모델이 169,900위안과 200,000위안에 판매되었다.

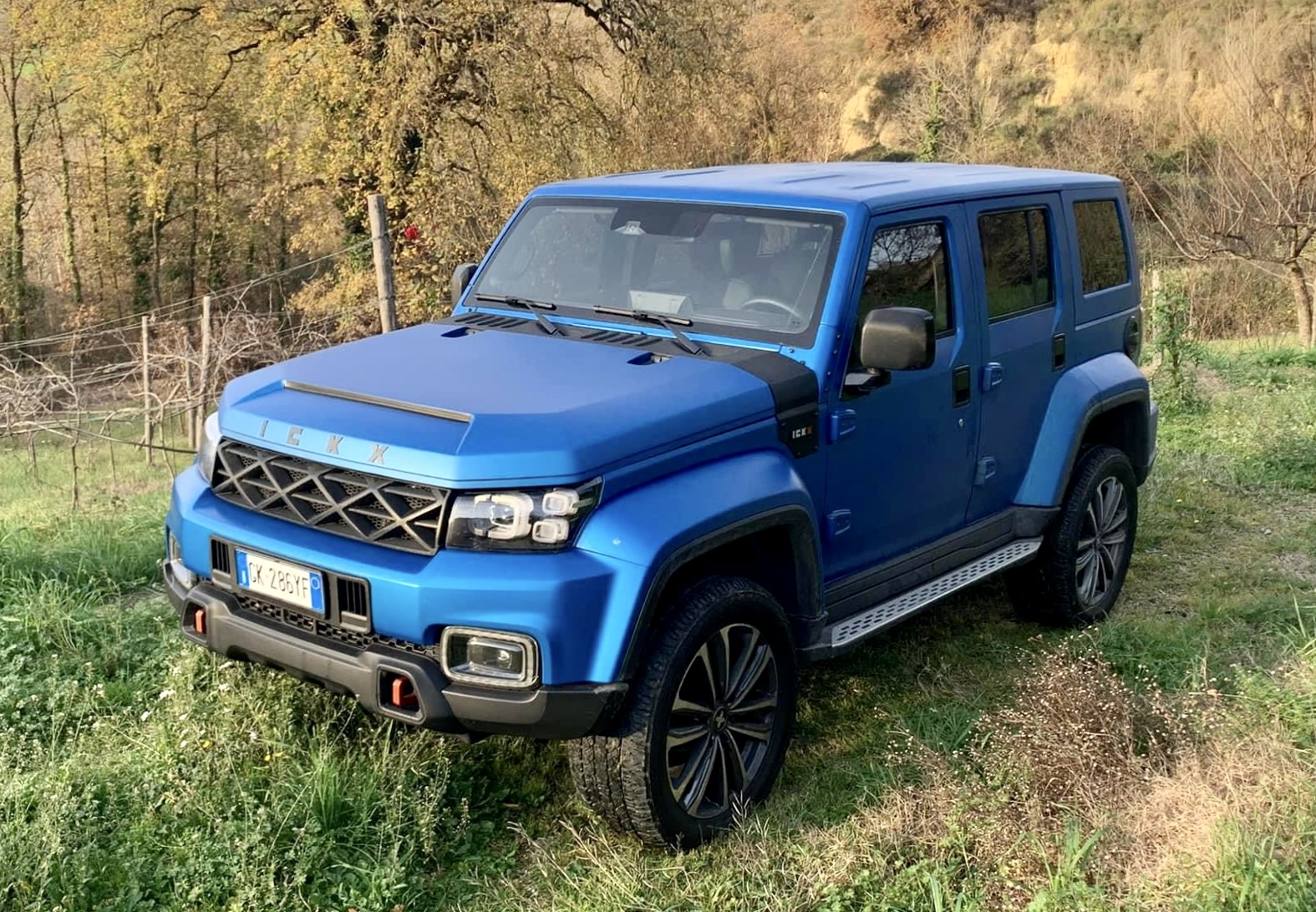
ICH-X K2

### 베이징 F40
2019년 9월 16일, BAIC는 149,800위안(약 21,200달러)에 베이징 오프로드 F40 픽업을 출시했다. 베이징 F40은 외관 세부 사항이 조정되고 단일 열 캐빈 디자인을 채택한 베이징 BJ40의 픽업 모델이다. 2열 공간은 노출된 화물칸으로 대체되었다. 베이징 F40 픽업은 BJ40과 공유되는 2.3리터 터보차지 엔진으로 구동된다.
- 베이징 F40 전면
- 베이징 F40 후면

## 2세대 (2023년~현재)

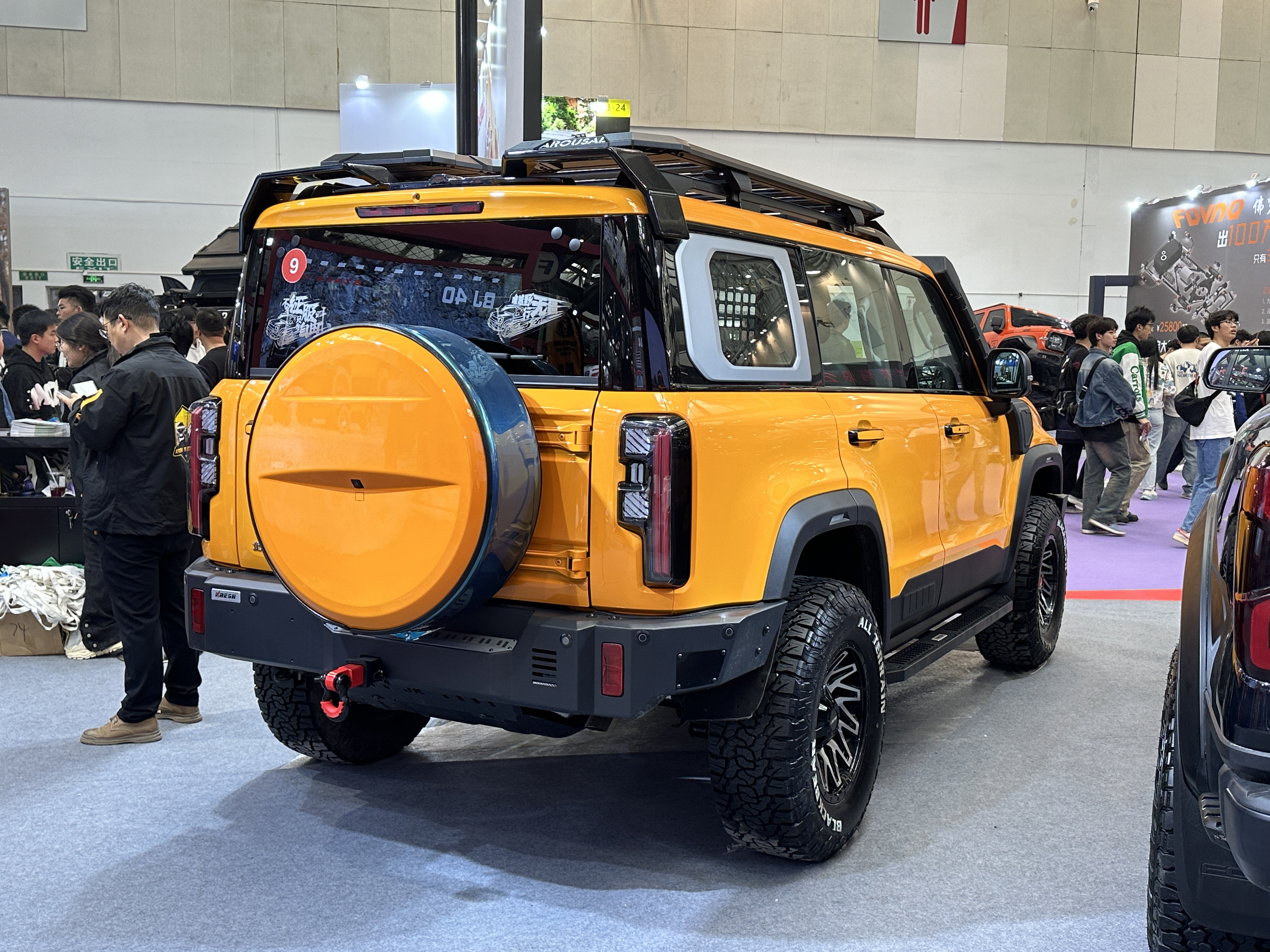
2세대 베이징 BJ40 후면

2세대 BJ40은 2023년 8월에 공개되었으며 2023년 11월에 출시될 예정이었다. 2세대 모델은 진입각 37°, 이탈각 31°, 램프각 24°, 최저 지상고 230mm이다. 파워트레인은 최대 출력 180kW, 토크 395N·m를 내는 2.0리터 터보 엔진과 8단 자동 변속기가 조합된다. 0에서 100km/h까지 가속은 10초 이내이다.